# Franglais

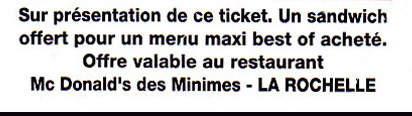
Ejemplo del alcance del inglés en la lengua francesa hablada en Francia

Por franglais (del francés français + anglais, "francés" + "inglés") o franglés (traducción literal al castellano) se puede entender:
1. El uso inapropiado y abusivo de anglicismos en el idioma francés, cuando existen expresiones equivalentes y más apropiadas en francés.
2. Mezcla de inglés y francés. Esto se puede deber a un conocimiento deficiente de uno de los dos idiomas, o con intenciones humorísticas o de parodia. Si un angloparlante intenta hablar francés (o un francófono intenta hablar inglés) y llenar los huecos con palabras inglesas o falsos amigos con el significado equivocado, el resultado es el franglés.

El franglés es el equivalente francófono del spanglish. No debe confundirse con el francés de Quebec, que, debido a su relación con la comunidad anglófona, ha importado una gran cantidad de expresiones del inglés, y empezó a sustituir esas palabras con sus significados en francés "correctamente".

## Conversación
- - Hello, comment tu vas? (Hola, ¿Cómo estás?)
- - Ça va, thanks. (Estoy bien, gracias.)

## Anglicismos más usados en francés
Email, prime time, copyright, fashion, cool, T-shirt, top, spam, packaging, stick, week-end, post-it, trash, hard, OK, DJ, club, network, start-up, marketing, business...